# Europasaurus
Europasaurus var en dvärgväxt dinosaurie och en av de minsta sauropoderna. Den levde under yngre jura i norra Tyskland.